# Hebe speciosa
Hebe speciosa là một loài thực vật có hoa trong họ Mã đề. Loài này được (R. Cunn. ex A. Cunn.) Andersen mô tả khoa học đầu tiên năm 1926.

## Hình ảnh

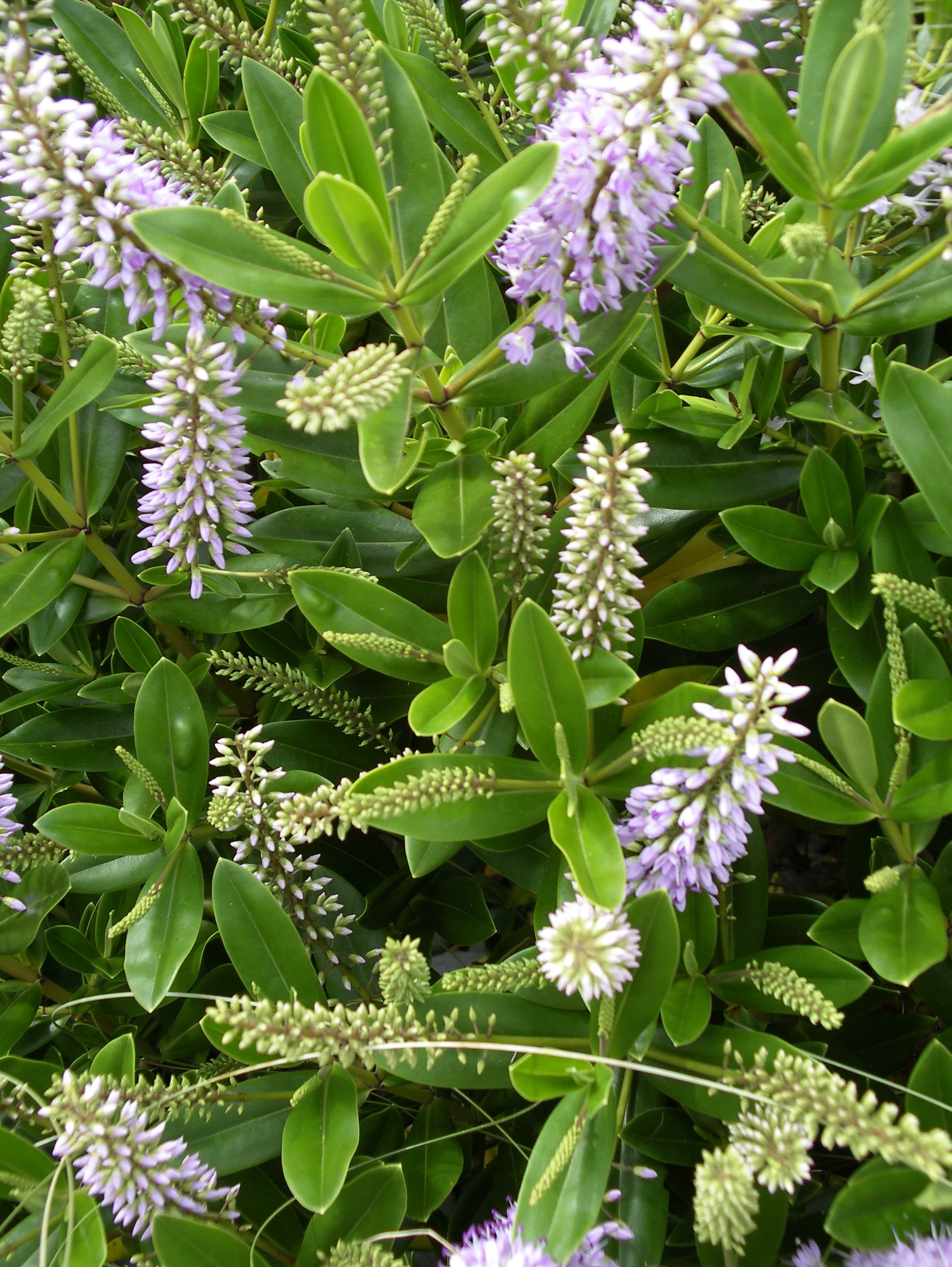